# 托羅科查山 (阿帕塔區)
11°42′16″S 75°12′40″W / 11.70444°S 75.21111°W
托羅科查山（T'uruqucha），是秘魯的山峰，位於該國中部胡寧大區，由豪哈省的阿帕塔區負責管轄，屬於安地斯山脈的一部分，海拔高度4,800米。